# Geografia Namibii

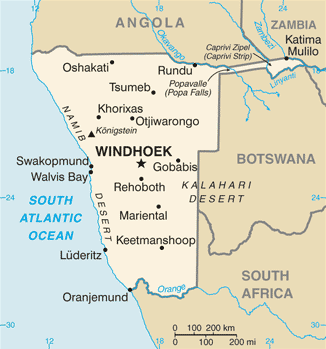
Mapa Namibii

Namibia jest państwem położonym w Afryce Południowej nad Oceanem Atlantyckim. Jest słabo zaludniona. W latach 1884–1915 był posiadłością niemiecką. Do dziś w tym kraju można się porozumieć w języku niemieckim, a nawet spotkać niemieckojęzyczne napisy. Kraj od 21 września 1990 roku jest niepodległy. Namibia jest jednym z wielu krajów Afryki o wysokim poziomie ubóstwa.

## Powierzchnia, skrajne punkty i granice
Powierzchnia – 824 292 km²
Skrajne punkty – północny 16°59'S, południowy 28°59'S, zachodni 11°40'E, wschodni 21°00'E Namibia jest długa na 1260 km i szeroka (w środkowej części) na 560 km.
Kraj zwęża się w kierunku południowym, a jego wschodnia granica ma przebieg niemal południkowy; na samym południu jest szeroki na około 400 km. Na samej północy (z pominięciem „długiego klina” wbijającego się między Angolę i Botswanę) ma szerokość 970 km.
Namibia graniczy z następującymi państwami:

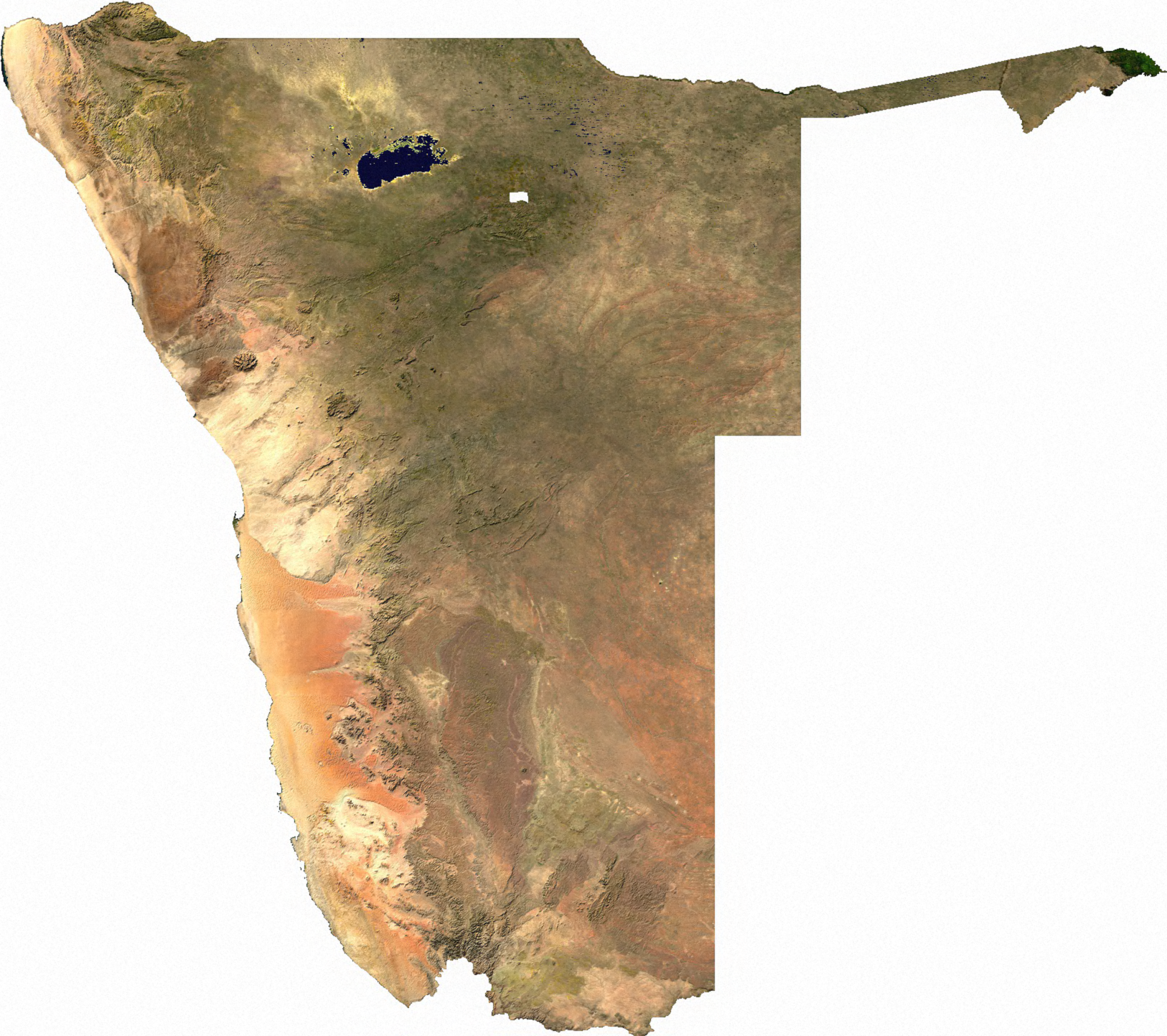
Satelitarny kontur Namibii

- Angola – 1376 km
- Botswana – 1360 km
- Południowa Afryka – 855 km
- Zambia – 233 km

Linia brzegowa liczy 1576 km.

## Budowa geologiczna i rzeźba
Namibia jest wyżynnym krajem, gdzie średnia wysokość wynosi 1500 m n.p.m. Jedynie wąski pas nadbrzeżny jest nizinny, przechodzi on jednak szybko w płaskowyż, który ciągnie się przez całą długość kraju. We wnętrzu kraju wznoszą się góry, których wysokość przekracza 2000 m n.p.m. Obszary górskie znajdują się także w wielu innych miejscach kraju, także w wielu miejscach leżących niedaleko od wybrzeża. Wschodnia część kraju także jest wyżynna i łagodnie opada, przechodząc na krańcach wschodnich w Kotlinę Kalahari.
Linia brzegowa jest bardzo słabo urozmaicona, w wielu miejscach wyrównana. Wyjątek stanowią tylko dwie niewielkie zatoki. Płaskowyż Centralny o wysokości od 1200 do 1500 m n.p.m. zbudowany jest z krystalicznych skał prekambryjskich i paleozoicznych. Na wschodzie utwory te przykryte są piaskami Kalahari. W północnej części kraju leży Wyżyna Damara, gdzie wznosi się najwyższy w Namibii masyw – Brandberg o wysokości 2606 m n.p.m. Na południu kraju znajduje się Wyżyna Nama, gdzie najwyższy szczyt położony w głębi kraju wznosi się na wysokość 2002 m n.p.m. – jest to masyw Groot Karasberge. Bliżej wybrzeża wznosi się Namizis o wysokości 1700 m n.p.m.

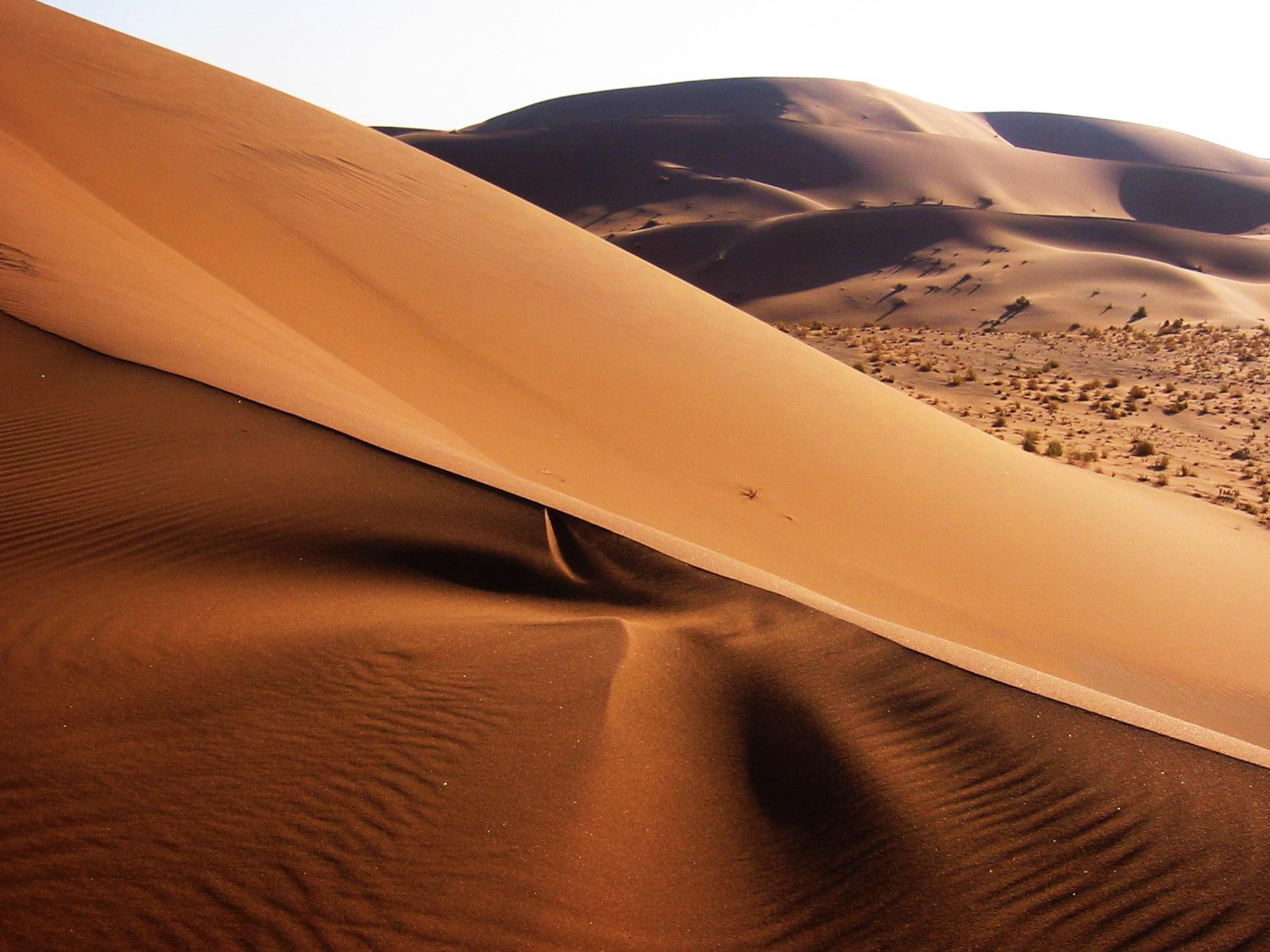
Pustynia Namib

## Klimat
Namibia leży w strefie klimatu zwrotnikowego suchego, przy czym na obszarach położonych na wschód od pasa nadbrzeżnego występuje dodatkowo jego kontynentalna odmiana. Kraj charakteryzuje się niskimi opadami, także nad samym oceanem. W strefie nadbrzeżnej przyczyną suchoty jest niesprzyjający opadom układ prądów morskich. Wzdłuż wybrzeża płynie zimny Prąd Benguelski. Wybrzeże Szkieletowe jest pod względem opadów tak samo suche jak wnętrze kraju.
Opady są niskie. Średnia roczna to około 250 mm. Około jedna czwarta powierzchni kraju otrzymuje rocznie tylko 100 mm deszczu. Największe opady występują na północy, a zwłaszcza na północnym wschodzie, jest to około 600 mm rocznie. Obszar ten zajmuje jedynie 8% powierzchni kraju.
W kraju jest dosyć chłodno jak na obszar zwrotnikowy. Wysokość terenu nad poziomem morza ma minimalny wpływ i dotyczy to tylko niewielkiej części kraju. Maksymalnie jest 25–27 °C w okresie grudzień-styczeń. Zimą (lipiec-sierpień) jest dość zimno. Średnie wartości wynoszą 13–16 °C. Prąd Benguelski ochładza wybrzeże, przez co latem jest tylko 18–20 °C. W okresie zimowym zaciera się różnica temperatur między wybrzeżem a wyżynami w głębi lądu. Zimą na obszarach wyżynnych często występują przymrozki.
Charakterystycznym elementem aury na wybrzeżu są częste mgły, przez cały rok panuje duża wilgotność pomimo braku opadów.

## Wody
Sieć rzeczna jest bardzo uboga z powodu niskich opadów. Rzeki stałe występują jedynie na obrzeżach kraju. Oranje, Okawango i Kunene są rzekami wyznaczającymi północną i południową granicę kraju. W północno-wschodnim krańcu Namibii wzdłuż granicy z Zambią, na krótkim odcinku płynie Zambezi. Wszystkie są jedynie rzekami przepływającymi przez kraj, co znaczy, że ich źródła leżą poza granicami Namibii.
Namibia leży na obszarze dwóch zlewisk – Oceanu Atlantyckiego i Oceanu Indyjskiego, przy czym do tego ostatniego należy północno-wschodni kraniec państwa. Rzeka Zambezi płynie na wschód przez Zambię, Zimbabwe i Mozambik, gdzie uchodzi do Oceanu Indyjskiego. Reszta terenów państwa (centralna część kraju) to obszary bezodpływowe. Poza tymi wyżej wymienionymi rzekami reszta to rzeki okresowe, pojawiające się w czasie letnich deszczów.
Jezior w zasadzie nie ma, występują głównie słone zbiorniki o okresowym charakterze. Największe z nich – jezioro Etosza na północy jest słone, wypełnia się ono wodami po obfitych opadach deszczu. Namibia posiada duże zasoby wód podziemnych, które są intensywnie eksploatowane.

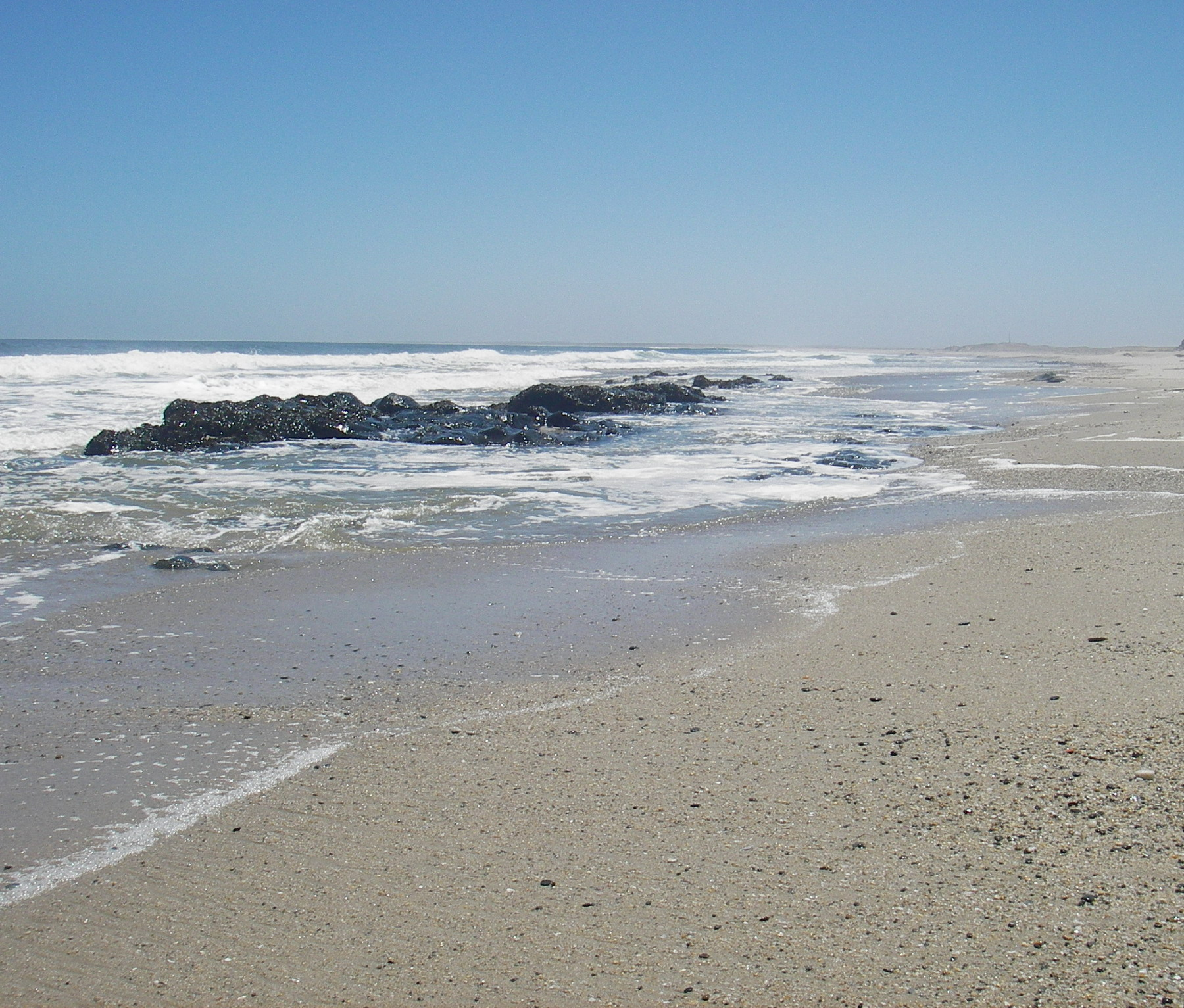
Wybrzeże Szkieletowe

## Gleby
Cała Namibia jest pokryta ubogimi glebami, posiadającymi mało próchnicy. Większość z nich to suche i jałowe warstwy, zwłaszcza w strefie nadmorskiej, gdzie leży Pustynia Namib. Na pustyni występują prymitywne ermosole i regosole, a wielu miejscach warstwy glebowej w ogóle nie ma. Występują ruchome wydmy o wysokości nawet 300 m. Wiele gleb jest zasolonych, zwłaszcza na północny w rejonie jeziora Etosza, ale i nie tylko. Na wyżynach dominują półpustynne szaroziemy – kserosole. Wschodnia część kraju pokryta jest piaszczystymi arenosolami.

## Flora
Roślinność w kraju jest na ogół skąpa, lecz bardzo zróżnicowana. Na pustyni występuje roślinność kserofityczna – suchorośla i sukulenty, różne gatunki cierni. Osobliwością tego miejsca jest welwiczja przedziwna. W głębi lądu występują obszary półpustynne, a na południu Namibii leży krzewiasta półpustynia typu karru. Centrum kraju pokryte jest sawanną trawiastą, na której rosną akacje. Północ kraju jest bogatsza pod względem pokrywy roślinnej. Występuje tam sawanna parkowa, gdzie miejscami rosną widne lasy, zrzucające liście w długiej porze suchej.
Pustynia Namib stanowi 15% powierzchni kraju. Ciągnie się wzdłuż Wybrzeża Szkieletowego i ma szerokość od 50 do 150 km. Poza wydmami występują tam wychodnie nagich skał i zasolone zagłębienia.

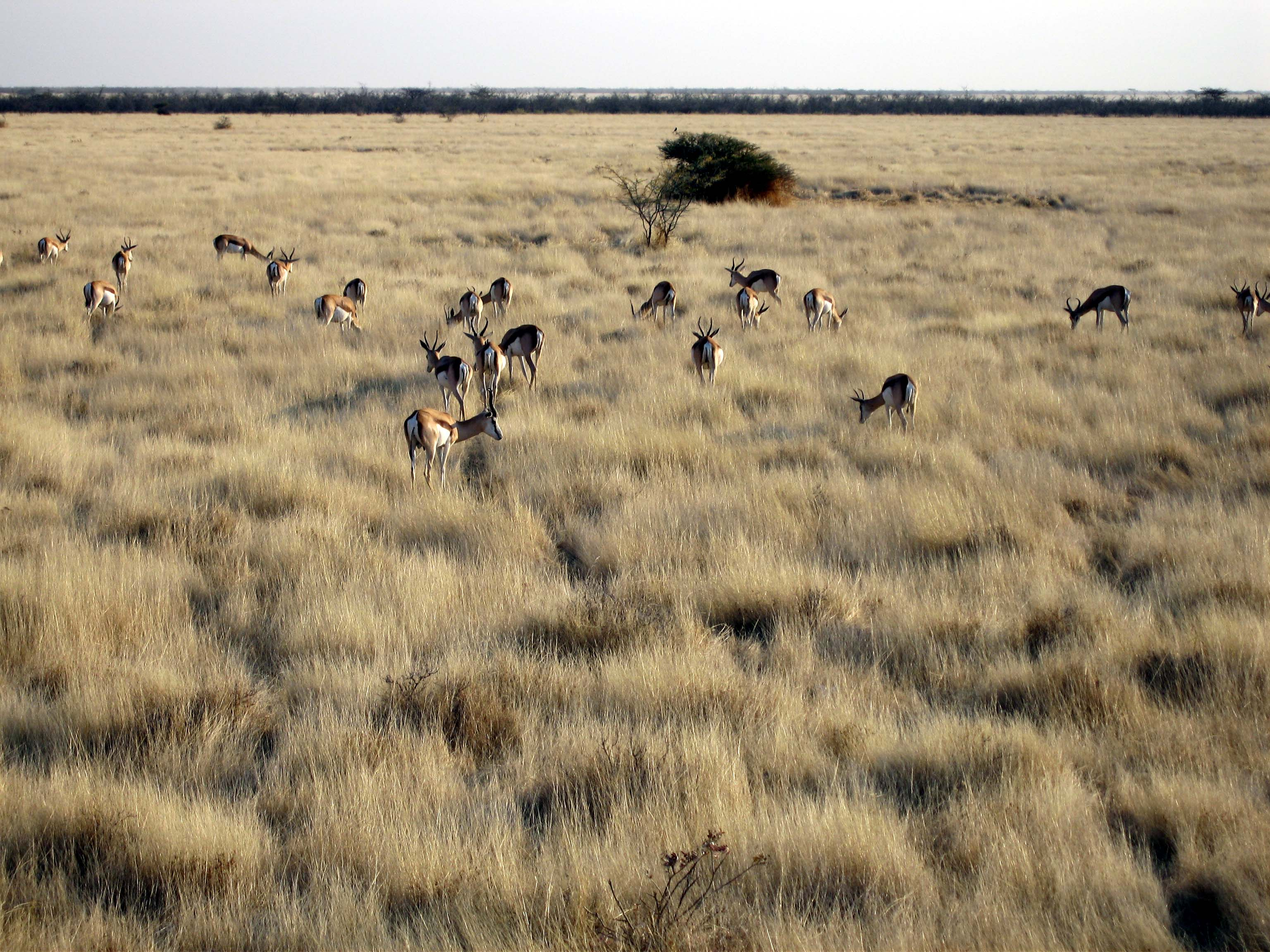
Sawanna w Namibii z pasącymi się gazelami

## Fauna
Świat zwierząt w Namibii jest bogaty i różnorodny, jego zachowaniu sprzyja kilkanaście parków narodowych i rezerwatów. Obszary chronione zajmują łącznie 14% powierzchni kraju. Park Narodowy Etoszy, który powstał w 1907 roku, jest jednym z największych parków narodowych świata – liczy 22 tys. km² powierzchni. Rezerwat Namib ma 5 tys. km², natomiast Park Wybrzeża Szkieletowego prawie 2 tys. km².
Namibia jest zasobna gatunkowo, jeśli chodzi o ptaki. Występuje 706 gatunków. Na obszarach sawannowych powszechne są strusie, a nad rzekami pelikany, kormorany, takie jak np. kormoran przylądkowy czy kormoran białorzytny. Ponadto występują dwa gatunki flamingów. Do znanych afrykańskich gatunków należy sęp oraz drapieżny sekretarz – Sagittarius serpentarius.
Inne zwierzęta, które występują w tym kraju, to typowe dla obszarów sawannowych gatunki, takie jak słonie, zebry, antylopy i gazele. Większe skupiska zwierząt występują nad rzekami stanowiącymi granicę z innymi krajami. Można tam spotkać m.in. hipopotamy i różne gatunki stadne, które przybywają nad owe rzeki w okresie pory suchej.